# Cerkaske, Krînîcikî
Cerkaske (în ucraineană Черкаське) este un sat în comuna Preobrajenka din raionul Krînîcikî, regiunea Dnipropetrovsk, Ucraina.

## Demografie
Componența lingvistică a localității Cerkaske
     Ucraineană (100%)
Conform recensământului din 2001, toată populația localității Cerkaske era vorbitoare de ucraineană (100%).